# Bürgerpark Pankow
Il Bürgerpark Pankow (letteralmente: "parco pubblico di Pankow") è un parco di Berlino, posto nel centro del quartiere di Pankow.
È posto sotto tutela monumentale (Denkmalschutz).

## Storia
Il parco fu realizzato dal 1854 al 1864 su progetto di Wilhelm Perring come giardino privato del conte Killisch von Horn, sull'area precedentemente occupata da una cartiera.
Fu acquistato dall'amministrazione comunale di Pankow nel 1907 e aperto al pubblico.
Il parco venne ridisegnato dal 1965 al 1968 su progetto di E. Stein; nel 1973, in occasione del 10º Festival Mondiale della Gioventù e degli Studenti, tenutesi proprio a Berlino Est, vi venne eretto un monumento a Julius Fučík (militante comunista cecoslovacco ucciso 30 anni prima dai nazisti), dono della sezione cecoslovacca della Federazione Mondiale della Gioventù Democratica.
Nel 1980-81 il parco venne ampliato includendovi integrandovi anche un confinante cimitero (Friedhof Pankow I).

## Caratteristiche
Il parco, attraversato dal fiume Panke, è sito ad ovest del nucleo storico del quartiere di Pankow.
L'ingresso al parco è ornato da un arco trionfale in stile italiano. All'interno vi sono un padiglione adibito a caffè e una biblioteca.
Gli spazi verdi sono ornati da svariati monumenti, fra cui spiccano il busto di Heinrich Mann (opera di Gustav Seitz del 1954), la statua di Johannes R. Becher (opera di Fritz Cremer del 1964) e il monumento a Julius Fučík (opera di Zdeněk Němeček del 1976).
Il patrimonio arboreo del parco è particolarmente ricco e variegato: alcuni alberi risalgono a metà Ottocento.

## Galleria d'immagini

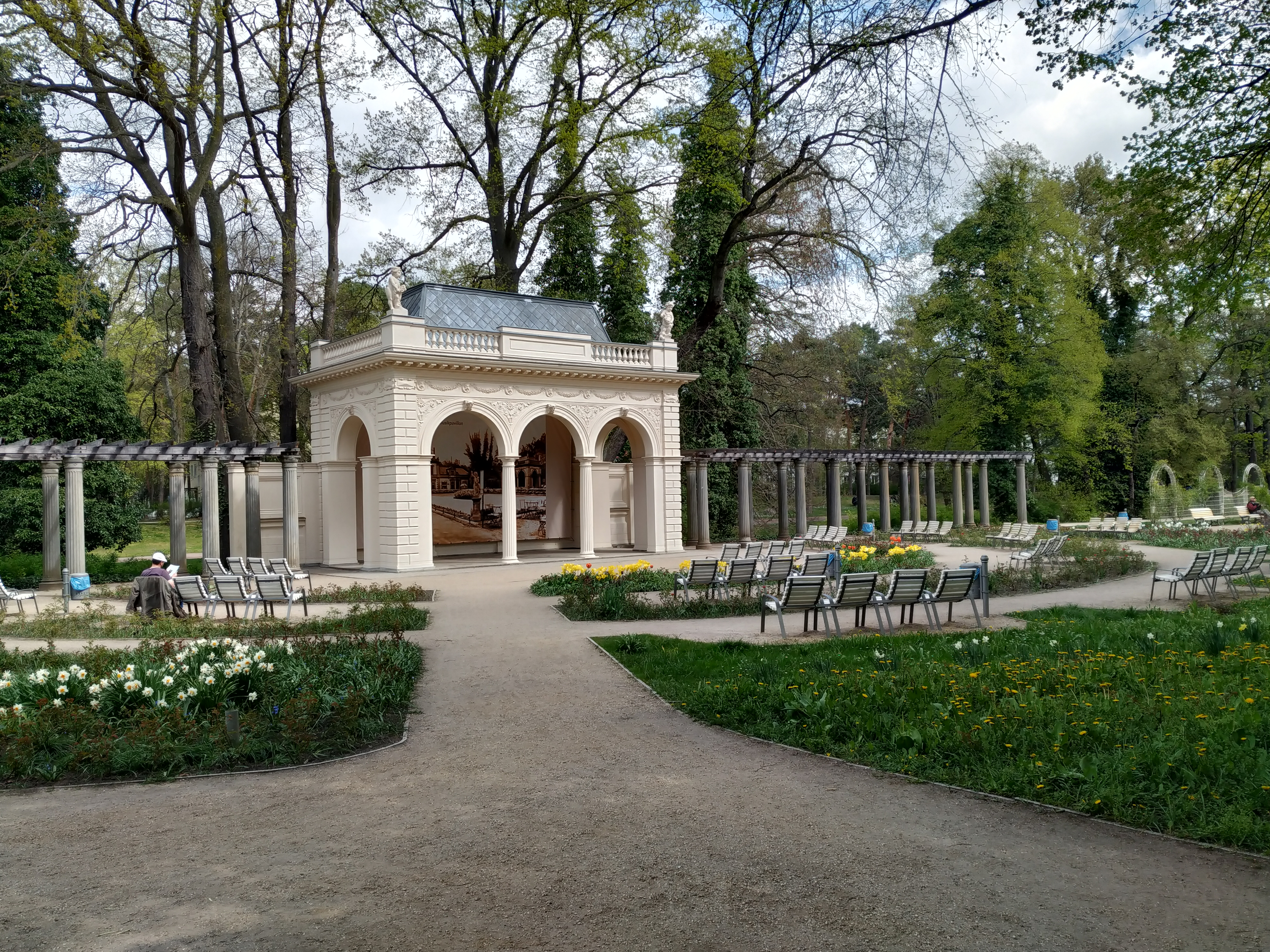
Il giardino delle rose
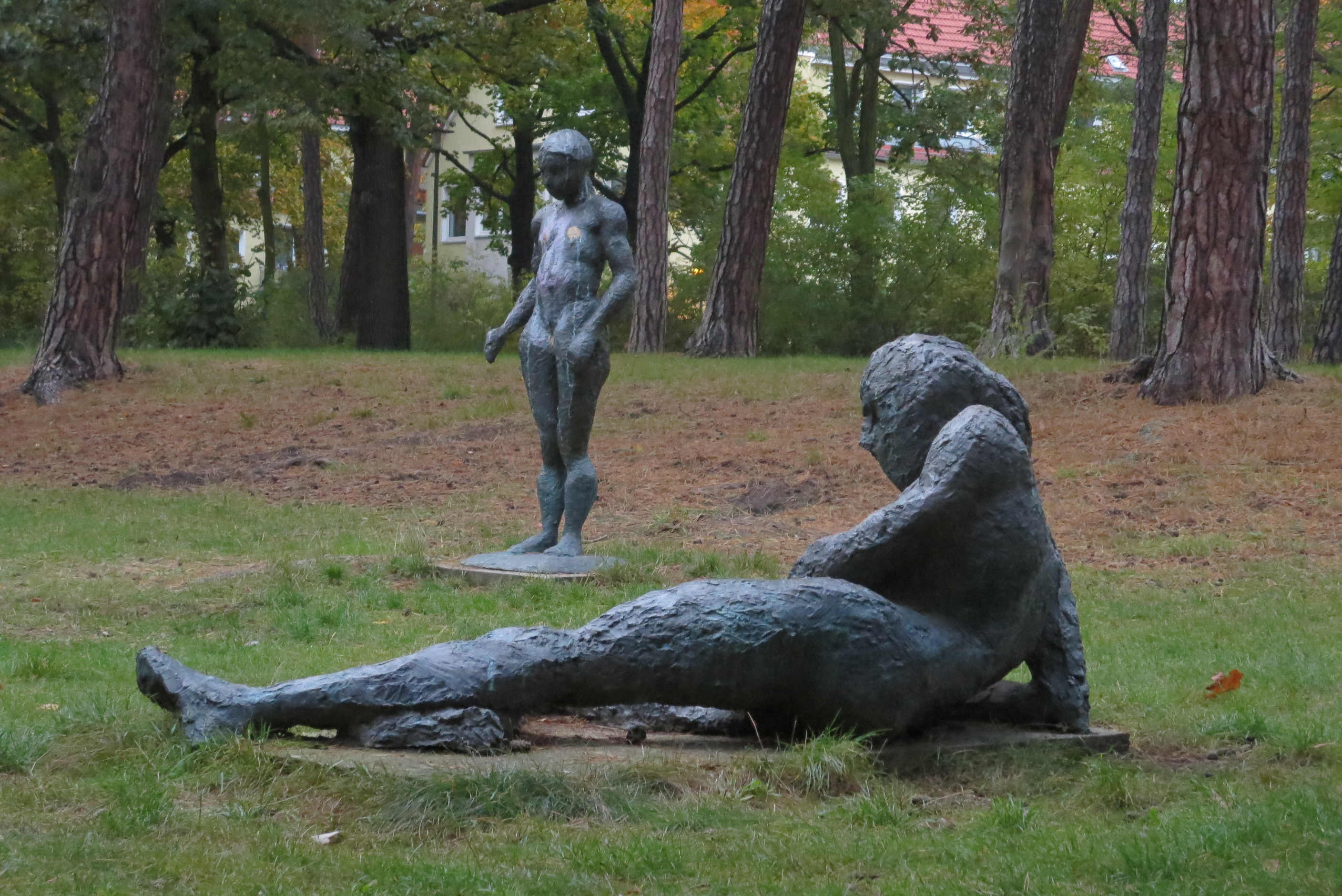
Statue ornamentali
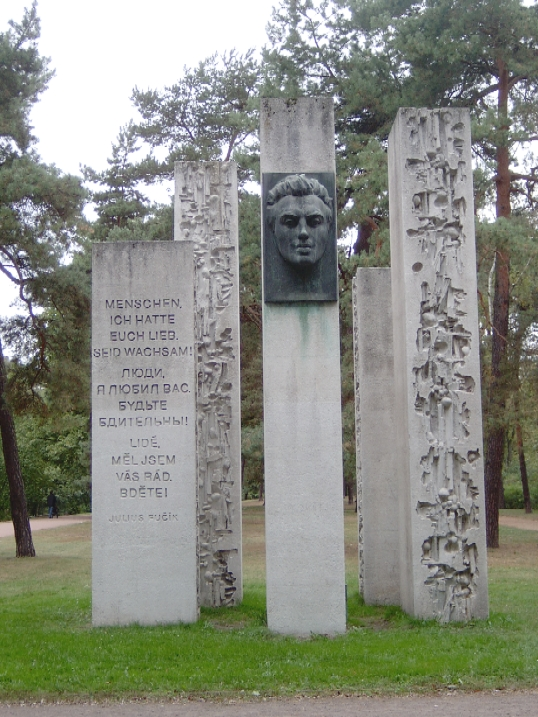
Monumento a Julius Fučík
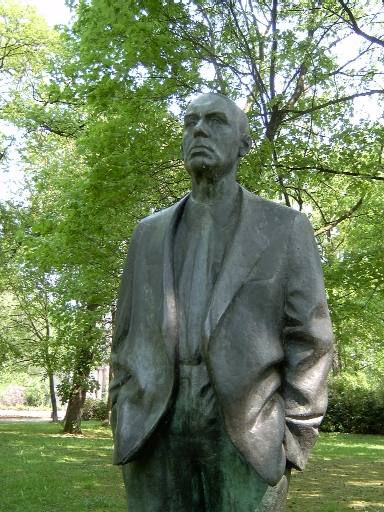
Statua in bronzo raffigurante Johannes Becher